# Rue du Faubourg-de-Cracovie
La rue du Faubourg-de-Cracovie (polonais : ulica Krakowskie Przedmieście) est l'une des rues les plus connues et les plus prestigieuses de Varsovie. Elle relie la Vieille Ville (Stare Miasto), la place du Château (plac Zamkowy) et la rue du Nouveau-Monde (ulica Nowy Świat), marquant le début de la route Royale (Trakt Królewski).